# Турянка (річка)
 Турянка — річка в Україні у Самбірському районі Львівської області. Права притока річки Топільниці (басейн Дністра).

## Опис
Довжина річки приблизно 3,54 км, найкоротша відстань між витоком і гирлом — 2,73  км, коефіцієнт звивистості річки — 1,30 . Формується багатьма струмками.

## Розташування
Бере початок на північно-західній стороні від села Свидник у піхтовому лісі. Тече переважно на північний захід і впадає у річку Топільницю, праву притоку річки Дністра.

## Притоки
- Розтоки (права).